# چنلیو
چنلیو (به لاتین: Chenliu) یک شهرک در جمهوری خلق چین است که در بخش شیانگفو واقع شده‌است.